# Biegun (analiza zespolona)

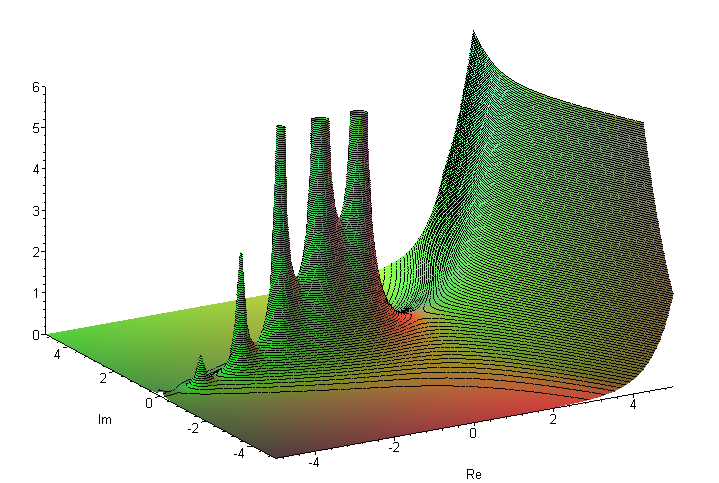
Bieguny funkcji Gamma

Biegun funkcji meromorficznej {\displaystyle f(z)} – taki punkt osobliwy {\displaystyle z=a} funkcji meromorficznej, w którego otoczeniu funkcja ta nie jest ograniczona, zaś w punkcie {\displaystyle z=a} przyjmuje wartość nieskończoną, tj.
{\displaystyle \lim \limits _{z\to a}f(z)=+\infty \quad } lub {\displaystyle \quad \lim \limits _{z\to a}f(z)=-\infty }
Ponadto: a). jeśli część osobliwa rozwinięcia w szereg Laurenta wokół punktu {\displaystyle z=a} składa się z {\displaystyle k<\infty } wyrazów, to biegun ten jest rzędu {\displaystyle k} b). jeśli {\displaystyle k=\infty }, to punkt {\displaystyle z=a} jest punktem istotnie osobliwym, tzn. nie istnieje granica {\displaystyle \lim \limits _{z\to a}f(z)}
Uwaga: Brak granicy występuje, gdy funkcja {\displaystyle f(z)} przyjmuje różne wartości przy zbliżaniu się do punktu osobliwego. Jedną z możliwości jest rozbieżność analogiczna jak funkcji rzeczywistych, gdzie istnieją różne granice lewo- i prawostronna; np. funkcja {\displaystyle f(x)={\tfrac {1}{x}}} nie ma granicy w punkcie x=0, gdyż{\displaystyle \lim \limits _{x\to 0^{-}}{\tfrac {1}{x}}=-\infty } , zaś {\displaystyle \lim \limits _{x\to 0^{+}}{\tfrac {1}{x}}=+\infty }

## Twierdzenia o biegunach i zerach funkcjiforaz 1/f
Tw. 1 Jeśli punkt a jest biegunem {\displaystyle m}-krotnym funkcji {\displaystyle f(z)}, to funkcja {\displaystyle g(z)={\tfrac {1}{f(z)}}} jest również meromorficzna i w punkcie {\displaystyle z=a} posiada zero {\displaystyle m}-krotne. Odwrotnie, jeśli punkt {\displaystyle z=a} jest zerem {\displaystyle m}-krotnym funkcji{\displaystyle f(z)}, to funkcja w tym punkcie posiada biegun {\displaystyle m}-krotny.
Tw. 2 Jeśli punkt {\displaystyle z=a} jest biegunem {\displaystyle m}-krotnym funkcji {\displaystyle f(z)} to funkcja {\displaystyle g(z)} jest również meromorficzna i w punkcie {\displaystyle z=a} posiada zero {\displaystyle m}-krotne.

## Przykłady
Przykład 1: Funkcja {\displaystyle f(z)=\operatorname {tg} (z)}
w punktach {\displaystyle z=\pi (k-{\tfrac {1}{2}})} ma bieguny rzędu 1.
Przykład 2: Funkcja 
{\displaystyle f(z)={\frac {1}{2-z}}+{\frac {1}{(z-1)^{2}}}}
a) Bieguny: w punkcie {\displaystyle z=1} ma biegun rzędu 2, natomiast w punkcie {\displaystyle z=2} ma biegun jednokrotny. 
b) Zera: Aby obliczyć zera tej funkcji, sprowadzamy ułamki do wspólnego mianownika; po przekształceniach otrzymamy:
{\displaystyle f(z)={\frac {z^{2}-3z+3}{(2-z)(z-1)^{2}}}}
Rozwiązując równanie kwadratowe, występujące w liczniku, otrzymamy
{\displaystyle f(z)={\frac {(z-z_{1})(z-z_{2})}{(2-z)(z-1)^{2}}}}
gdzie:
{\displaystyle z_{1}={\frac {3+{\sqrt {3}}i}{2}}}, {\displaystyle z_{2}={\frac {3-{\sqrt {3}}i}{2}}} - zera funkcji {\displaystyle f(z)}
c) Funkcja odwrócona: Postać funkcji {\displaystyle g(z)={\frac {1}{f(z)}}} łatwo znaleźć zamieniając miejscami licznik i mianownik funkcji {\displaystyle f(z)}
{\displaystyle g(z)={\frac {(2-z)(z-1)^{2}}{(z-z_{1})(z-z_{2})}}}
Stąd widać, że funkcja {\displaystyle g(z)} ma zera tam, gdzie funkcja {\displaystyle f(z)} ma bieguny i odwrotnie - tam, gdzie funkcja {\displaystyle f(z)} ma bieguny, tam funkcja {\displaystyle g(z)} ma zera. Krotności zer i odpowiadających im biegunów obu funkcji są identyczne.